# داليبور ستاركيفيتش
داليبور ستاركيفيتش Dalibor Starčević، من مواليد 22 يناير 1975 في كرواتيا، هو مدرب كرة قدم كرواتي. مدرباْ سابق لنادي القادسية الكويتي بعد استقاله المدرب الوطني راشد بديح.